# Odolanów (gmina)
Pour les articles homonymes, voir Odolanów.
Odolanów est une gmina mixte du powiat de Ostrów Wielkopolski, Grande-Pologne, dans le centre-ouest de la Pologne. Son siège est la ville d'Odolanów, qui se situe environ 10 km au sud d'Ostrów Wielkopolski et 106 km au sud-est de la capitale régionale Poznań.
La gmina couvre une superficie de 136,03 km2 pour une population de 13 867 habitants.

## Géographie
| - Plan de la gmina. |

Outre la ville de Odolanów, la gmina inclut les villages de Baby, Biadaszki, Boników, Garki, Gliśnica, Gorzyce Małe, Grochowiska, Huta, Kaczory, Kuroch, Lipiny, Nabyszyce, Nadstawki, Papiernia, Raczyce, Świeca, Tarchały Małe, Tarchały Wielkie, Trzcieliny, Uciechów, Wierzbno et Wisławka.
La gmina borde la ville de Sulmierzyce et les gminy de Milicz, Ostrów Wielkopolski, Przygodzice et Sośnie.